# 100 Grandes Rumanos
En 2006, la Televisión Estatal Rumana ("TVR") organizó un sistema para votar a los que el público rumano consideraba a ser los "100 mejores rumanos" de todos los tiempos, una versión de la serie británica "100 greatest Britons". Los rumanos tuvieron la posibilidad de votar por teléfono fijo, móvil o por Internet (la mayoría optaron por el Internet). La serie que resultó, "Grandes Rumanos", ("Mari Români"), incluyó capítulos dedicados a cada uno de los 10 que entraron en la final del concurso. Todo concluyó con un debate. En el 21 de octubre de 2006, TVR anunció que "El más grande rumano de todos los tiempos", según los votos, era Ştefan cel Mare.

También cabe destacar que no estuvo prohibido votar para representantes del fascismo o el comunismo.

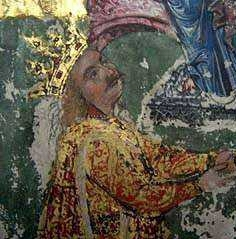
Stefan cel Mare

## 1-100
1. Ştefan cel Mare (1433–1504) - Príncipe de Moldavia (1457-1504), convirtió a Moldavia en un estado poderoso, manteniendo su independencia; como defensor de la cristiandad, fue santificado por la iglesia Ortodoxa Rumana
2. Carol I (1839–1914) - el primer dueño rumano de la dinastía Hohenzollern-Sigmaringen (1866-1914), primer rey de Rumanía (1881-1914), el que consiguió la independencia del país
3. Mihai Eminescu (1850–1889) - poeta del romanticismo tardío, considerado el más influyente poeta rumano
4. Mihai Viteazul (1558–1601) - Príncipe de Valaquia, el que consiguió la primera unión de Valaquia, Transilvania y Moldavia (los tres principados con mayoría de población rumana)
5. Richard Wurmbrand (1909–2001) - ministro cristiano evangelical, autor y educador que pasó catorce años en una cárcel comunista
6. Ion Antonescu (1882–1946) - primer ministro y líder de Rumanía durante la Segunda Guerra Mundial
7. Mircea Eliade (1907–1986) - investigador y profesor de la historia de las religiones, orientalista y novelista
8. Alexandru Ioan Cuza (1820–1873) - el primer señor de los Principados Unidos de Valaquia y Moldavia, en 1859; a través de sus reformas, con modelo francés, empezó la modernización de Rumanía
9. Constantin Brâncuşi (1876–1957) - importante escultor del siglo XX
10. Nadia Comăneci (1961 – ) - gimnasta, ganadora de cinco medallas de oro olímpicas, la primera en obtener un 10 perfecto
11. Nicolae Ceauşescu (1918–1989) - el último presidente comunista de Rumanía
12. Vlad Ţepeş (1431–1476) - Príncipe de Valaquia, defensor de la cristiandad
13. George Becali (1958 - ) - hombre de negocios y político, propietario de Steaua Bucureşti
14. Henri Coandă (1886–1972) - inventor y pionero de la aerodinámica
15. Gheorghe Hagi (1965 – ) - votado el más grande futbolista rumano de todos los tiempos
16. Ion Luca Caragiale (1852–1912) - dramaturgo, uno de los cuatro clásicos de la literatura rumana
17. Nicolae Iorga (1871–1940) - historiador, escritor y político, el más prolífico autor rumano
18. Constantin Brâncoveanu (1654–1714) - Príncipe de Valaquia, mártir cristiano, inspirador del estilo arquitectónico «brâncovenesc»
19. George Enescu (1881–1955) - compositor rumano
20. Gregorian Bivolaru (1952 – ) - fundador de una organización de yoga
21. Mirel Rădoi (1980 – ) - futbolista de Steaua Bucureşti
22. Corneliu Zelea Codreanu (1899–1938) - líder del partido fascista rumano «La Guardia de Hierro. Legión de San Miguel Arcángel»
23. Nicolae Titulescu (1882–1941) - diplomático, presidente de la Sociedad de Naciones
24. Ferdinand I (1865–1927) - Rey de Rumanía durante la Primera Guerra Mundial
25. Mihai I (1921–2017) - último rey de Rumanía antes de la instauración del comunismo
26. Decebal (? – 106) - último rey de Dacia antes de la conquista romana
27. Traian Băsescu (1951 – ) - político, llegó a ser presidente de Rumanía en 2004
28. Gheorghe Mureşan (1971 – ) - jugador de baloncesto, primer rumano en la NBA
29. Ion I. C. Brătianu (1864–1927) - político liberal, primer ministro por cinco mandatos
30. Răzvan Lucescu (1969 – ) futbolista y entrenador
31. Nicolae Paulescu (1869–1931) - fisiólogo, descubridor de la insulina
32. Iuliu Maniu (1873–1953) - importante político interbélico
33. Inna (1986 – ?) - Cantante pop
34. Emil Cioran (1911–1995) - filósofo, escritor y ensayista
35. Avram Iancu (1824–1872) - líder rumano de la Revolución de 1848 en Transilvania
36. Burebista (? – 44 a.Chr.) - importante rey y reformador de Dacia
37. Regina Maria (1875–1938) - reina de Rumanía
38. Petre Ţuţea (1902–1991) - filósofo cristiano, víctima del régimen comunista
39. Corneliu Coposu (1914–1995) - político, víctima del régimen comunista
40. Aurel Vlaicu (1882–1913) - inventor, pionero de la aviación
41. Iosif Trifa (1888–1938) - sacerdote ortodoxo, fundador de una organización cristiana
42. Nichita Stănescu (1933–1983) - poeta y ensayista
43. Ion Creangă (1837–1889) - escritor, uno de los cuatro clásicos de la literatura rumana
44. Mădălina Manole (1967–2010 ) - cantante pop
45. Corneliu Vadim Tudor (1949–2015) - escritor, periodista y político nacionalista; fundador del «Partido Rumanía Grande»
46. Traian Vuia (1872–1950) - inventor, pionero de la aviación
47. Lucian Blaga (1895–1961) - poeta, dramaturgo y filósofo
48. George Emil Palade (1912 – ) - biólogo celular, ganador del Premio Nobel para la Medicina (1974)
49. Ana Aslan (1897–1988) - bióloga, física e inventora, investigadora importante en el dominio de la gerontología
50. Adrian Mutu (1979 – ) - destacado futbolista rumano
51. Florin Piersic (1936 – ) - actor de teatro y de películas
52. Mihail Kogălniceanu (1817–1891) - político e historiador, primer ministro de los Principados Unidos de Valaquia y Moldavia
53. Iancsi Korossy (1926 – ) - artista de jazz
54. Dimitrie Cantemir (1673–1723) - Príncipe de Moldavia e importante hombre de letras
55. Ilie Năstase (1946 – ) - jugador de tenis
56. Gheorghe Zamfir (1941 – ) - músico destacado
57. Gică Petrescu (1915–2006) - músico, compositor y cantante de música folk y pop
58. Elisabeta Rizea (1912–2003) - partisano anti-comunista
59. Bulă (fictivo) - personaje importante del humor rumano
60. Amza Pellea (1931–1983) - actor de teatro y películas
61. Matei Corvin (1443 (?) – 1490) - rey de Hungría, de origen rumano
62. Mircea cel Bătrân (1355–1418) - Príncipe de Valaquia, defensor de la cristiandad
63. Titu Maiorescu (1840–1917) - crítico literario y político
64. Toma Caragiu (1925–1977) - actor de teatro y películas
65. Mihai Trăistariu (1979 – ) - cantante pop
66. Andreea Marin (1974 – ) - presentadora de un programa televisivo
67. Emil Racoviţă (1868–1947) - biólogo, espeleólogo y explorador de Antártida
68. Victor Babeş (1854–1926) - biólogo y bacteriólogo, uno de los fundadores de la microbiología
69. Nicolae Bălcescu (1819–1852) - uno de los líderes de la Revolución de 1848 en Valaquia
70. Horia-Roman Patapievici (1957 – ) - escritor y ensayista
71. Ion Iliescu (1930 – ) - primer presidente de Rumanía después de la Revolución de 1989
72. Marin Preda (1922–1980) - destacado novelista
73. Eugen Ionescu (1909–1994) - dramaturgo, conocido por su aportación al teatro del absurdo
74. Dumitru Stăniloae (1903–1993) - sacerdote ortodoxo, importante teólogo
75. Alexandru Todea (1905–2002) - obispo griego-católico, víctima del régimen comunista
76. Tudor Gheorghe (1945 – ) - cantante y actor de teatro
77. Ion Ţiriac (1939 – ) - jugador de tenis y hombre de negocios
78. Cleopa Ilie (1912–1998) - archimandrita ortodoxo
79. Arsenie Boca (1910–1989) - sacerdote y teólogo ortodoxo, víctima del régimen comunista
80. Bănel Nicoliţă (1985 – ) - futbolista de Steaua Bucureşti
81. Dumitru Cornilescu (1891–1975) - sacerdote ortodoxo, después protestante, traductor de la Biblia al rumano en 1921
82. Grigore Moisil (1906–1973) - matemático y pionero de la informática
83. Claudiu Niculescu (1976 – ) - futbolista de Dinamo Bucureşti
84. Florentin Petre (1976 – ) - futbolista rumano
85. Marius Moga (? – ) - compositor y cantante de música pop
86. Nicolae Steinhardt (1912–1989) - escritor
87. Laura Stoica (1967–2006) - cantatriz pop y rock
88. Cătălin Hâldan (1976–2000) - futbolista rumano
89. Anghel Saligny (1854–1925) - destacado ingeniero
90. Ivan Patzaichin (1949–2021) - ganador de siete medallas olímpicas de canoé
91. Maria Tănase (1913–1963) - cantatriz de música tradicional y popular
92. Sergiu Nicolaescu (1930 – ) - director de películas, actor y político
93. Octavian Paler (1926–2007) - filósofo y ensayista
94. Sandra Izbașa (1990 – ) - talentosa gimnasta que ha ganado numerosos reconocimientos
95. Ciprian Porumbescu (1853–1883) - compositor y poeta rumano
96. Nicolae Covaci (1947 – ) - fundador de la banda de rock Phoenix
97. Dumitru Prunariu (1952 – ) - primer cosmonauta rumano
98. Iancu Corvin de Hunedoara (c. 1387–1456) - padre de Matei Corvin, voivoda de Transilvania, capitán-general y regente del Reino de Hungría, de origen rumano
99. Constantin Noica (1909–1987) - filósofo y ensayista
100. Badea Cârţan (1849–1911) - pastor rumano que luchó para los derechos de los rumanos en Transilvania (entonces parte del Imperio Austrohúngaro) y para la independencia de Rumanía frente al Imperio Otomano

## Peores rumanos
El periódico rumano "Evenimentul Zilei" organizó una encuesta acerca de los peores rumanos ("Amari Români" - "Amargos rumanos", frente a "Mari Români", "Grandes Rumanos"). Lo curioso es que algunos de los personajes votados entre los más grandes rumanos, son considerados por otros sectores de la población entre los más "amargos" :
1. Ion Iliescu - primer presidente de Rumanía, después de 1989
2. Adrian Năstase - primer ministro de Rumanía entre 2000 y 2004
3. Carol II - rey de Rumanía, instaurador de un régimen autoritario (1938-1940), aceptó las cesiones territoriales de 1940
4. Mihai I - último rey de Rumanía
5. Gheorghe Gheorghiu-Dej - líder comunista de Rumanía, antes de Nicolae Ceauşescu
6. Elena Ceauşescu - esposa y consejero de Nicolae Ceauşescu
7. Sorin Ovidiu Vântu - hombre de negocios controvertido